# Pianissimo (Camillo Sbarbaro)
(Camillo Sbarbaro, Pianissimo)
Pianissimo è una silloge poetica del poeta Camillo Sbarbaro che fu pubblicata per la prima volta dalle Edizioni "La Voce" a Firenze nel 1914.
Di Pianissimo furono stampate tre edizioni, quella originale del 1914, una seconda edizione riveduta, presso la casa editrice "Pozza" a Venezia nel 1954 e una redazione ulteriormente ritoccata in Poesie dall'editore Scheiwiller a Milano nel 1961 (queste poesie vengono datate 1960 dall'autore). È da notare che una decina delle poesie che facevano parte dell'edizione del 1914 mancano nelle edizioni successive.
Le varie versioni delle singole poesie sono decisamente diverse tra loro, tanto che, in quasi tutte le raccolte, sono presenti contemporaneamente le versioni del 1914 e quelle del 1960.
I temi che dominano le poesie della raccolta sono quelli del vuoto interiore e della tragica incapacità di creare un rapporto armonioso tra la realtà e il soggetto che in essa vive.
Riprendendo alcuni motivi dalla poesia francese e soprattutto da Baudelaire, Sbarbaro utilizza la città moderna come scenario contro il quale si rispecchia la sua atonia e che serve a mettere in risalto i suoi sforzi di identificarsi con la partecipazione alle forme più abiette dell'esistenza, dagli ubriachi alle prostitute.
Questi temi e queste figure entrano in rapporto voluto e contraddittorio con i temi degli affetti familiari nella ricerca di ricreare un percorso di autenticità che abbia un legame con l'infanzia.
In Pianissimo il discorso poetico è fortemente prosaicizzato mentre l'utilizzo dell'endecasillabo di influsso leopardiano dà ai testi un tono antimelodico e solenne.

## Alcuni giudizi critici
«È la sua più rilevante opera di poesia, con l'intenso prosaismo morale che la caratterizza.» (Edoardo Sanguineti)
«Una di quelle poesie su cui i letterati non sanno né possono dissertare a lungo, ma di cui si ricorderanno gli uomini nella vita loro per i millenni». (Giovanni Boine su La Riviera Ligure)